# Leptotarsus bivittatus
Leptotarsus bivittatus är en tvåvingeart som först beskrevs av Edwards 1923.  Leptotarsus bivittatus ingår i släktet Leptotarsus och familjen storharkrankar. Inga underarter finns listade i Catalogue of Life.